# انفجار كولوم

تمثيل بصور متحركة لانفجار كولوم لتجمع عنقودي من ذرات تأينت بتأثير من الليزر.

انفجار كولوم هو آلية يتم فيها انتقال الطاقة في الحالة الإلكترونية المثارة بسبب مجال كهرومغناطيسي شديد إلى شكل حركة على مستوى الذرّات. إن تنافر كولوم للجسيمات ذات الشحنة الكهربائية المتماثلة يمكن له أن يكسر الروابط التي تجمع المادة الصلبة مع بعضها. مما قد يؤدي إلى حدوث تبعثر فجائي للجزيء بحيث تنسلخ الإلكترونات عن النواة مع تنافرها عن بعضها بسبب شحناتها المتماثلة. عند إجراء العملية بشعاع ضيق من الليزر فإن كمية صغيرة من المادة الصلبة تنفجر إلى بلازما من الجسيمات الذرية المتأينة.
بسبب صغر كتلتها فإنه يسهل انتزاع إلكترونات التكافؤ المسؤولة عن الترابط الكيميائي وتجريدها من الذرات، تاركة وراءها شحنة موجبة. عند وقوع صدمة من الطاقة وتكسّر للروابط تحدث حالة من التنافر بين الذرات وتنفجر المادة إلى سحابة بلازما من الأيونات عالية الطاقة تسير بسرعات أعلى من الملاحظة في الإصدار (الانبعاث) الحراري.

## مثال
أظهرت الكاميرات فائقة السرعة صوراً تشير إلى أن التفاعل الانفجاري للفلزات القلوية في الماء قد يكون من نمط انفجار كولوم.

## اقرأ أيضاً
- تذرية ليزرية